# Kenny Burrell
Kenny Burrell — студійний альбом американського джазового гітариста Кенні Беррелла, випущений у 1957 році лейблом Prestige Records.

## Опис
Гітарист Кенні Беррелл, якому на той момент було 25 років, на одній із своїх найперших сесій грає у своєму впізнаваному простому стилі з квінтетом, який також включає недооціненого баритон-саксофоніста Сесіла Пейна, піаніста Томмі Фленагана, басиста Дуга Воткінса і ударника Елвіна Джонса. Цей альбом досить короткотривалий (трохи більше 36 хв.), однак включає багато чудових свінгових композицій, а саме «Don't Cry Baby», «Drum Boogie», «All of You» і «Strictly Confidential» Бада Пауелла.

## Список композицій
1. «Don't Cry Baby» (Фіоріто, Гус Кан) — 8:20
2. «Drum Boogie» (Вейбрайт) — 9:14
3. «Strictly Confidential» (Бад Пауелл) — 6:25
4. «All of You» (Коул Портер) — 6:17
5. «Perception» (Кенні Беррелл) — 6:05

## Учасники запису
- Кенні Беррелл — гітара
- Сесіл Пейн — баритон-саксофон
- Томмі Фленаган — фортепіано
- Дуг Воткінс — контрабас
- Елвін Джонс — ударні

Технічний персонал
- Боб Вейнсток — продюсер
- Руді Ван Гелдер — інженер
- Айра Гітлер — текст